# Szalakótaalakúak
A szalakótaalakúak (Coraciiformes) a madarak (Aves) osztályának egyik rendje, amelybe a nevet adó szalakóták, valamint a gyurgyalagok és jégmadarak tartoznak.

## Tudnivalók
Az idetartozó madarak többsége nagyon színes tollazattal bír. Többségüknek három ujja előre-, míg egy hátramutat. A 3. és 4. ujjak a tövüknél össze vannak forrva. Sok jégmadár esetében e két ujjból az egyik hiányzik.
E madárrend fajainak a többsége óvilági elterjedésű, csak a todik, a motmotok és néhány jégmadár található meg az Amerikákban.
A szalakótaalakúak tudományos neve, a Coraciiformes, „hollószerű” vagy „hollóalakú”, megnevezés mely helytelen, hiszen a holló verébalakú (Passeriformes). A corax a latin nyelvből származik, és jelentése „holló”, míg a forma = „alakú”; az „-alakú” végződés az általánosan elfogadott szabály a rendi szintű taxonnevek megnevezésében. [Terres p 104]

## Rendszertani besorolásuk
A szalakótaalakúak és legközelebbi rokonaik, az úgynevezett harkályalakúak (Piciformes) együttesen alkotják a Picodynastornithes nevű madárcsoportot, mely testvértaxonja a szarvascsőrűmadár-alakúaknak (Bucerotiformes). A Picodynastornithes-fajokat és a szarvascsőrűmadár-alakúakat, a nagyobb szintű Picocoraciae nevű taxon foglalja magába.
Ez a rendi szintű taxon sokáig gyűjtőtaxonnak számított. A ma elfogadott családjain kívül, korábban magába foglalta a szarvascsőrűmadár-alakúakat (Bucerotiformes), a kurolalakúakat (Leptosomatiformes) és a trogonalakúakat (Trogoniformes) is; azonban a DNS-vizsgálatok bebizonyították, hogy ezek a madarak kiérdemlik a saját rendjeiket.
Ennek a madárrendnek néhány családja, csak a paleogén földtörténeti időszakból ismert. Ezek a családok a szalakótaalakúaknak a bazális csoportjai lehetnek; a renden belüli osztályozásuk igen nehéz, sőt közeli, majdnem megkülönböztethető rokonságot mutatnak a harkályalakúakkal; ilyen például a Neanis. A fosszilis családokon kívül, olyan fosszilis nemek is vannak, melyeket családokba is igen nehéz befoglalni. A szalakótaalakúak egyik legősibb családjának, az Eocoraciidae- tekintik. A késő eocén korszaki, körülbelül 35 millió éves Geranopteridae család, a mai szalakótafélékkel (Coraciidae) és a földiszalakóta-félékkel (Brachypteraciidae) együtt, az úgynevezett Coracioidea öregcsaládot alkotják (Mayr & Mourer-Chauviré 2000). Olyan fosszilis fajok és nemek is vannak, melyeknek a családjaik még ma is élnek.

## Rendszerezés
A rend az alábbi alárendelt taxonokra van felbontva:
- Coracioidea - öregcsalád
  - földiszalakóta-félék (Brachypteraciidae) – 5 faj
  - szalakótafélék (Coraciidae) – 12 faj
  - †Geranopteridae - késő eocén, Franciaország - kora miocén, Csehország; beleértve a „Nupharanassa” bohemica-t is

- Alcedini - alrend
  - jégmadárfélék (Alcedinidae) – 92 faj
  - motmotfélék (Momotidae) – 15 faj
  - todifélék (Todidae) – 5 faj

- †Eocoraciidae - középső eocén, Németország
- gyurgyalagfélék (Meropidae) – 26 faj

Az alábbi fosszilis taxonok, ma még vitatott besorolásúak:
- †Quasisyndactylus nem - középső eocén, Németország - talán egy bazális jégmadár?
- †Cryptornis nem - késő eocén, Franciaország - talán szarvcsőrűmadár vagy Geranopteridae-faj?
- †Primobucconidae család, mely magába foglalja a Primobucco és Septencoracias nemeket
- †Coraciiformes gen. et spp. indet. PQ 1216, QU 15640 raktárszámú kövületek, melyek késő eocénből származnak, és Franciaországban kerültek elő: Mayr & Mourer-Chauviré 2000)
- †Protornis nem - oligocén, Svájc) - talán bazális motmotféle vagy gyurgyalagféle?

A kurol vagy kakukkszalakóta (Leptosomus discolor) ép úgy, mint az összes szarvascsőrűmadár-alakú család ebbe a rendbe voltak besorolva. Családi szinten egyesek még a trogonféléket is idehelyezik. A késő eocén korszaki Palaeospizidae nevű madárcsaládot néha a szalakótaalakúak közé sorolják be, úgy szintén a kora és középső eocénbeli Primobucconidae-fajokat és a középső eocén és kora oligocén korszakok között élt Sylphornithidae családot. Eddig ezek közül csak a Primobucconidae család tűnik igazi szalakótaalakúnak.

## Törzsfejlődés
A rend leszármazási helyzete a madarak más rendjeihez viszonyítva:
|  | \| \| Coraciiformes \| \| \| \| \| \| Piciformes \| \| \| \| |
|  |                                                              |
|  | Coraciiformes                                                |
|  |                                                              |
|  | Piciformes                                                   |
|  |                                                              |

|  | Coraciiformes |
|  |               |
|  | Piciformes    |
|  |               |

|  | \| \| Coraciiformes \| \| \| \| \| \| Piciformes \| \| \| \| |
|  |                                                              |
|  | Coraciiformes                                                |
|  |                                                              |
|  | Piciformes                                                   |
|  |                                                              |

|  | Coraciiformes |
|  |               |
|  | Piciformes    |
|  |               |

|  | \| \| Coraciiformes \| \| \| \| \| \| Piciformes \| \| \| \| |
|  |                                                              |
|  | Coraciiformes                                                |
|  |                                                              |
|  | Piciformes                                                   |
|  |                                                              |

|  | Coraciiformes |
|  |               |
|  | Piciformes    |
|  |               |

|  | \| \| Coraciiformes \| \| \| \| \| \| Piciformes \| \| \| \| |
|  |                                                              |
|  | Coraciiformes                                                |
|  |                                                              |
|  | Piciformes                                                   |
|  |                                                              |

|  | Coraciiformes |
|  |               |
|  | Piciformes    |
|  |               |

|  | \| \| Coraciiformes \| \| \| \| \| \| Piciformes \| \| \| \| |
|  |                                                              |
|  | Coraciiformes                                                |
|  |                                                              |
|  | Piciformes                                                   |
|  |                                                              |

|  | Coraciiformes |
|  |               |
|  | Piciformes    |
|  |               |

|  | \| \| Coraciiformes \| \| \| \| \| \| Piciformes \| \| \| \| |
|  |                                                              |
|  | Coraciiformes                                                |
|  |                                                              |
|  | Piciformes                                                   |
|  |                                                              |

|  | Coraciiformes |
|  |               |
|  | Piciformes    |
|  |               |

|  | \| \| Coraciiformes \| \| \| \| \| \| Piciformes \| \| \| \| |
|  |                                                              |
|  | Coraciiformes                                                |
|  |                                                              |
|  | Piciformes                                                   |
|  |                                                              |

|  | Coraciiformes |
|  |               |
|  | Piciformes    |
|  |               |

|  | \| \| Coraciiformes \| \| \| \| \| \| Piciformes \| \| \| \| |
|  |                                                              |
|  | Coraciiformes                                                |
|  |                                                              |
|  | Piciformes                                                   |
|  |                                                              |

|  | Coraciiformes |
|  |               |
|  | Piciformes    |
|  |               |

A ma élő családok rokonsági viszonyai:
|  | Brachypteraciidae |
|  |                   |
|  | Coraciidae        |
|  |                   |

|  | \| \| Alcedinidae \| \| \| \| \| \| Momotidae \| \| \| \| |
|  |                                                           |
|  | Todidae                                                   |
|  |                                                           |
|  | Alcedinidae                                               |
|  |                                                           |
|  | Momotidae                                                 |
|  |                                                           |

|  | Alcedinidae |
|  |             |
|  | Momotidae   |
|  |             |

|  | Brachypteraciidae |
|  |                   |
|  | Coraciidae        |
|  |                   |

|  | \| \| Alcedinidae \| \| \| \| \| \| Momotidae \| \| \| \| |
|  |                                                           |
|  | Todidae                                                   |
|  |                                                           |
|  | Alcedinidae                                               |
|  |                                                           |
|  | Momotidae                                                 |
|  |                                                           |

|  | Alcedinidae |
|  |             |
|  | Momotidae   |
|  |             |

|  | Brachypteraciidae |
|  |                   |
|  | Coraciidae        |
|  |                   |

|  | \| \| Alcedinidae \| \| \| \| \| \| Momotidae \| \| \| \| |
|  |                                                           |
|  | Todidae                                                   |
|  |                                                           |
|  | Alcedinidae                                               |
|  |                                                           |
|  | Momotidae                                                 |
|  |                                                           |

|  | Alcedinidae |
|  |             |
|  | Momotidae   |
|  |             |

|  | Brachypteraciidae |
|  |                   |
|  | Coraciidae        |
|  |                   |

|  | \| \| Alcedinidae \| \| \| \| \| \| Momotidae \| \| \| \| |
|  |                                                           |
|  | Todidae                                                   |
|  |                                                           |
|  | Alcedinidae                                               |
|  |                                                           |
|  | Momotidae                                                 |
|  |                                                           |

|  | Alcedinidae |
|  |             |
|  | Momotidae   |
|  |             |

### Fordítás
- Ez a szócikk részben vagy egészben  a   Coraciiformes című angol Wikipédia-szócikk ezen változatának fordításán alapul.  Az eredeti cikk szerkesztőit annak laptörténete sorolja fel. Ez a jelzés csupán a megfogalmazás eredetét és a szerzői jogokat jelzi, nem szolgál a cikkben szereplő információk forrásmegjelöléseként.